# Narayanpet
Narayanpet là một thị xã và là một nagar panchayat của quận Mahbubnagar thuộc bang Andhra Pradesh, Ấn Độ.

## Địa lý
Narayanpet có vị trí 16°44′B 77°30′Đ / 16,73°B 77,5°Đ Nó có độ cao trung bình là 431 mét (1414 feet).

## Nhân khẩu
Theo điều tra dân số năm 2001 của Ấn Độ, Narayanpet có dân số 37.529 người. Phái nam chiếm 50% tổng số dân và phái nữ chiếm 50%. Narayanpet có tỷ lệ 58% biết đọc biết viết, thấp hơn tỷ lệ trung bình toàn quốc là 59,5%: tỷ lệ cho phái nam là 67%, và tỷ lệ cho phái nữ là 49%. Tại Narayanpet, 13% dân số nhỏ hơn 6 tuổi.